# Lahti-Saloranta M/26
A Lahti-Saloranta M/26 (alternativamente LS/26) é uma metralhadora leve que foi projetada por Aimo Lahti e Arvo Saloranta em 1926. A arma era capaz de disparar nos modos automático e semiautomático. Foram produzidos carregadores tipo cofre de 20 cartuchos e carregadores tipo tambor de 75 cartuchos, mas o Exército da Finlândia parece ter usado apenas o carregador de 20 cartuchos.
Na Guerra de Inverno, havia dois esquadrões em cada pelotão que ofereciam fogo de cobertura para dois esquadrões de fuzil de dez homens. Em cada esquadrão havia um operador de M/26, um auxiliar e os demais homens portando fuzis. Os soldados descobriram que ela emperrava quando o carregador estava totalmente munido. Freqüentemente, eles tiravam um cartucho do carregador e esperavam que um oficial não a inspecionasse.

## História
A M/26 venceu uma competição do exército finlandês em 1925, onde foi selecionado como a principal metralhadora leve do exército. A produção começou em 1927 na Valtion Kivääritehdas (VKT), Fábrica Estatal de Fuzis, e durou até 1942. Mais de 5.000 armas foram produzidas durante esse tempo. A China também fez um pedido de 30.000 M/26 com câmara para o cartucho 7,92×57mm Mauser em 1937, mas apenas 1.200 dessas armas foram realmente entregues devido à pressão diplomática japonesa.

## Projeto
No campo de batalha, a Lahti-Saloranta M/26 foi considerada pesada, difícil de limpar devido às 188 partes da arma e seu carregador tinha pouca capacidade. Foi apelidada de Kootut virheet, "erros sortidos". Por outro lado, operadores proficientes gostaram e aproveitaram ao máximo a precisão excepcional da arma e, com lubrificação adaptada para o inverno, ela se mostrou muito confiável.
Devido aos problemas encontrados pela primeira vez pelas tropas finlandesas, eles frequentemente preferiam a metralhadora leve Degtyaryov quando milhares delas foram capturadas dos soviéticos e usadas contra seus antigos proprietários. Ao todo, no verão de 1944, apenas 3.400 M/26 estavam no front, em comparação com mais de 9.000 Degtyarevs.

## Operadores

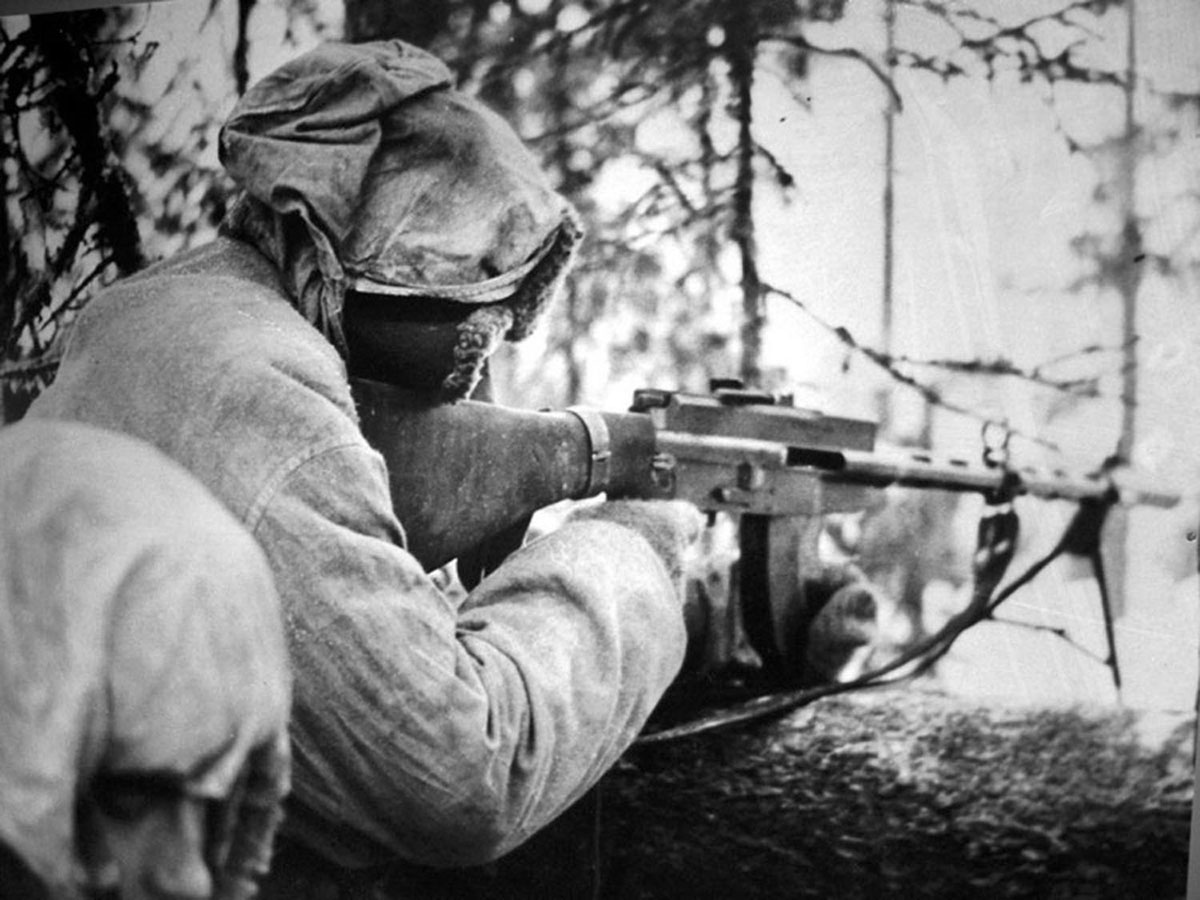
Um soldado finlandês equipado com uma Lahti-Saloranta M/26 durante a Guerra de Inverno.

- Finlândia
- República da China[1]